# LVRTC-Sender Riga
Der LVRTC-Sender Riga war ein Mittelwellensender bei Riga (Senderstandort Ulbroka). Die Abkürzung LVRTC stand für die Betreibergesellschaft Latvijas Valsts radio un televizijas centrs. Unter anderem wurde auf der Frequenz 945 kHz mit einer Leistung von 2,7 kW das Schlagerprogramm Radio Nord im DRM-Simulcast ausgestrahlt, das während der Nachtstunden auch in Deutschland empfangen werden konnte.
Als Antennenanlage wurden zwei selbststrahlende Sendemasten eingesetzt. Während der größere der beiden Sendemasten ein konventioneller 125 Meter hoher, abgespannter Stahlfachwerkmast war, war der zweite Mast der Station ein sogenannter Blaw-Knox-Sendeturm, ein abgespannter Sendeturm mit rautenförmigem Querschnitt. Derartige Sendetürme gibt es in Europa sonst nur noch an vier weiteren Standorten und zwar Lisnagarvey in Nordirland, Lakihegy in Ungarn, Wakarel und Stara Sagora in Bulgarien.
Nach dem Ende des Sendebetriebs im Juli 2008 wurden die Sendemasten am 16. Mai 2010 gesprengt.